# 잘못된 만남 (영화)
"잘못된 만남(Santa Maria)"은 2008년에 개봉한 정영배 감독의 영화 작품이다.

## 출연

### 주연
- 정웅인 : 교통경찰, 강일도 역.
- 성지루 : 택시기사, 신호철 역.

### 조연
- 슈 : 연희 역. 강일도의 부인.
- 여진구 : 강다성 역. 강일도의 아들.
- 최우혁 : 신유빈 역. 신호철의 아들.
- 최종원 : 신 영감 역. 신호철의 아버지. 신유빈의 할아버지.
- 김정난 : 천양자 역. 신호철의 부인.
- 최지연 : 신호경 역. 신호철의 여동생.
- 박현순 : 조폭 넘버 2, 두기 역.
- 윤봉길 : 피멍 역.
- 권혁 : 명치 역.

### 단역
- 최동균 : 학생 강일도 역.
- 노기공 : 학생 신호철 역.
- 박도혁 : 양 계장 역.
- 하진용 : 하 순경 역.
- 김경란 : 콩할머니 역.
- 김수정
- 이중옥 : 안치소 직원 역.
- 정지혜 : 은행 여직원 역.
- 박재홍 : 택시회사 사장 역.
- 김병목 : 풍력발전소 앞 과일장수 역.
- 조현국 : 주임 상사 역.
- 민경조 : 교회 목사 역.
- 박종현 : 응급실 의사 1 역.
- 박민우 : 응급실 의사 2 역.
- 박경건 : 내무반 고참 1 역.
- 박재욱 : 내무반 고참 2 역.
- 전기홍 : 연희가 입원한 병원 의사 역.
- 이현민 : 연희가 입원한 병원 간호원 역.
- 형상석 : 농촌총각 역.
- 박찬규 : 축구부 감독 역.
- 김향기 : 어린 신호경 역.
- 뷰렛 : 록 밴드 역.